# TrES-2b

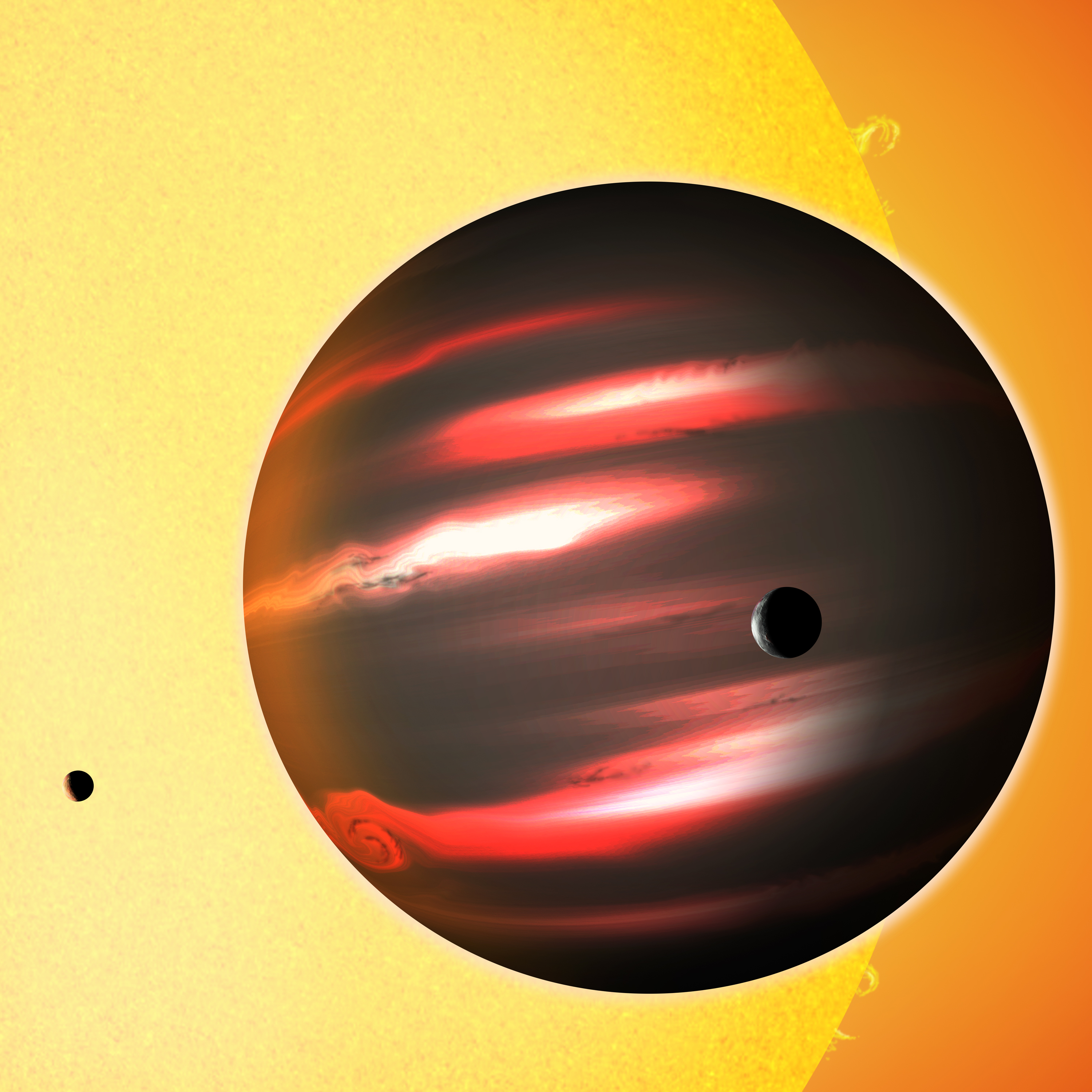

TrES-2b는 항성 GSC 03549-02811 주위를 도는, 지구에서 750광년 떨어진 곳에 있는 외계 행성이다. 이 행성의 질량과 반지름으로 미루어 보아 목성과 비슷한 가스 행성으로 보인다. 그러나 목성과는 달리, 이전부터 관측되어 왔던 다른 많은 외계 행성들처럼, TrES-2b는 어머니 항성에 매우 가까이 붙어 있기 때문에 ‘뜨거운 목성’으로 분류할 수 있다.

## 발견
TrES 프로젝트에서 천체면통과 현상을 통해 TrES-2b를 발견했다. 관측 도구로는 팔로마 천문대의 슬루스, 로웰 천문대의 PSST, 10센티미터 망원경 TrES 네트워크 중 일부를 사용했다. 이 행성의 발견은 켁 천문대에서 검증하였다.

## 같이 보기
- 뜨거운 목성
- TrES-1

## 참고 문헌
- O'Donovan, F.;  외. “TrES2: The First Transiting Planet in the Kepler Field” (PDF). 《Astrophysical Journal》. 2006년 9월 19일에 원본 문서 (PDF)에서 보존된 문서. 2008년 7월 11일에 확인함.